# Combate de Potrero Negro
El Combate de Potrero Negro  fue un  supuesto enfrentamiento entre fuerzas del Ejército Argentino y fuerzas del Ejército Revolucionario del Pueblo (ERP) en un paraje de la provincia de Tucumán el 5 de septiembre de 1975 en el marco del Operativo Independencia, ordenado por el gobierno constitucional de María Estela Martínez de Perón.
La versión oficial del Ejército es que efectivamente hubo un combate entre los beligerantes aunque otras versiones hablan de un intercambio de balas accidental entre dos patrullas del Ejército. 
Como resultado del tiroteo o del accidente el Ejército Argentino tuvo dos bajas.   

## Contexto
El 5 de febrero de 1975 el gobierno de María Estela Martínez de Perón puso en marcha el Operativo Independencia ordenando al Comando General del Ejército poner fin al accionar de los elementos guerrilleros del ERP en la provincia de Tucumán.

## El  supuesto combate
Este breve combate fue protagonizado por una fracción del Regimiento de Infantería de Monte 28 (RI Mte 28) con asiento de paz en Tartagal comandada por el subteniente Rodolfo Hernán  Berdina (jefe de la 2.ª Sección de la Compañía "B"). Fue en circunstancias de una patrulla en el suroeste (SE) tucumano cuando irrumpió una emboscada de la Compañía de Monte del ERP, en la que la guerrilla acribilló al subteniente Rodolfo Hernán  Berdina y al soldado clase 54 Ismael Maldonado matando a ambos. Los guerrilleros entonces decidieron retirarse del sector.
Berdina falleció  en  el hospital militar de Tucumán  durante  la operación luego del enfrentamiento.   El médico declaró que el general Acdel Vilas le confesó que se trató de un accidente. Su madre recibió una carta con detalles inusuales del supuesto  combate.   
Rodolfo Hernán Berdina, fue ascendido post mortem al grado de Teniente. Nacido en Puerto Belgrano, provincia de Buenos Aires, el 7 de noviembre de 1952, ingresó al Colegio Militar de la Nación el 2 de marzo de 1970 y egresó como subteniente del arma de Infantería el 6 de diciembre de 1974, siendo destinado al Regimiento de Infantería de Monte 28.

## Posteridad
Con posteridad la superioridad promovió post mortem a los dos soldados caídos al grado inmediato superior. Los pueblos tucumanos de Teniente Berdina y Soldado Maldonado fundados en 1977 recuerdan al oficial y al soldado caídos en combate. Una escuela en Tartagal recuerda a Berdina y una escuela en El Sauzal (provincia de Salta) recuerda a Maldonado.